# Гречко, Степан Наумович
Степан Наумович Гречко (18 августа [31 августа] 1910, Таврическая губерния — 28 августа 1977, Москва) — советский военачальник, генерал-полковник авиации (1963).

## Биография
Родился 18 августа (31 августа) 1910 года в деревне Сысыкулак, Мелитопольского уезда Таврической губернии, ныне в составе посёлка городского типа Черниговка Черниговского района Запорожской области Украины, в семье крестьянина. Украинец. После окончания школы жил и работал в Одессе.
В ноябре 1930 года призван в Красную Армию. Окончил Одесскую артиллерийскую школу имени М. В. Фрунзе в 1932 году. Служил в частях противовоздушной обороны до 1938 года, когда был направлен на учёбу в академию. В период учёбы с группой слушателей был направлен в войска и принимал участие в походе Красной Армии в Западную Украину и в Западную Белоруссию в сентябре 1939 года.
В начале 1940 года окончил Военно-воздушную академию РККА имени профессора Н. Е. Жуковского. С весны 1940 года — начальник штаба 133-го истребительного авиационного полка ВВС Московского военного округа (базировался в Подольском районе Московской области). С лета 1940 года — начальник штаба формирующегося 270-го истребительного авиационного полка ВВС Закавказского военного округа (Ахалкалаки).
Сразу после начала Великой Отечественной войны, в конце июня 1941 года, капитан С. Н. Гречко назначен заместителем начальника штаба 27-й истребительной авиационной дивизии Закавказского фронта. В конце августа 1941 года участвовал в операции по вводу советских войск в Иран.
В действующей армии — с сентября 1941 года, когда 27-я истребительная авиационная дивизия была переброшена в Краснодарский край и вступила в борьбу с бомбовыми ударами люфтваффе. В декабре 1941 — январе 1942 года участвовал в Керченско-Феодосийской десантной операции в составе ВВС 51-й армии. С февраля 1942 года — начальник оперативного отдела штаба ВВС Крымского фронта. Чудом избежал гибели во время катастрофы войск фронта на Керченском полуострове в мае 1942 года.
С июня 1942 года — заместитель, а с конца 1942 года до Победы — начальник оперативного отдела 5-й воздушной армии на Северо-Кавказском, Закавказском, Степном, 2-м Украинском фронтах. Участвовал в Битве за Кавказ, воздушных сражениях на Кубани, Курской битве, Белгородско-Харьковской операции, битве за Днепр, в Кировоградской, Корсунь-Шевченковской, Уманско-Ботошанской, Ясско-Кишинёвской, Дебреценской, Будапештской, Венской и Пражской наступательных операциях. В 1943 году был ранен при немецком авианалёте на командный пункт армии. Закончил войну в звании полковника.
В послевоенное время — на штабных должностях, был начальником штаба воздушной армии. С апреля 1957 года — начальник штаба Московского округа ПВО, а с декабря 1961 года по 1971 год — первый заместитель командующего войсками этого округа. С 1962 по 1964 год находился на Кубе в должности заместителя командующего группы советских войск на Кубе по войскам ПВО. Один из известных участников событий Карибского кризиса: по некоторым версиям, именно он 27 октября 1962 года отдал приказ об уничтожении самолёта-разведчика США Lockheed U-2 майора Р. Андерсона над Кубой, по другим данным, С. Н. Гречко уклонился от отдачи такого приказа ссылаясь на то, что не может дозвониться до командующего советскими войсками на Кубе И. А. Плиева. Именно тогда кризис достиг своего пика.
С января 1971 года — в запасе. Жил в Москве. Член ВКП(б) с 1937 года. Автор мемуаров «Решения принимались на земле» (изданы в 1984).
Умер 28 августа 1977 года на 67-м году жизни.

## Воинские звания
- генерал-майор авиации (3.08.1953),
- генерал-лейтенант авиации (18.02.1958),
- генерал-полковник авиации (22.02.1963).

## Награды
- Орден Ленина (26.10.1955)[4]
- Четыре ордена Красного Знамени (3.09.1943, 15.11.1950[4],  1.10.1963, 22.02.1958)
- Орден Кутузова II степени (13.09.1944)
- Орден Богдана Хмельницкого II степени (28.04.1945)
- Орден Отечественной войны I степени (23.02.1944)
- Два ордена Красной Звезды (3.10.1942, 06.11.1945[4])
- Медаль «За боевые заслуги» (03.11.1944)[4]
- Медаль «За воинскую доблесть. В ознаменование 100-летия со дня рождения Владимира Ильича Ленина»
- Медаль «За оборону Кавказа»
- Медаль «За победу над Германией в Великой Отечественной войне 1941—1945 гг.»
- Медаль «За взятие Будапешта»
- Медаль «За взятие Вены»
- Медаль «20 лет Победы в Великой Отечественной войне 1941—1945 гг.»
- Медаль «30 лет Победы в Великой Отечественной войне 1941—1945 гг.»
- Медаль «Ветеран Вооружённых Сил СССР»
- Медаль «30 лет Советской Армии и Флота»
- Медаль «40 лет Вооружённых Сил СССР»
- Медаль «50 лет Вооружённых Сил СССР»

Иностранные награды
- Орден Эрнесто Че Гевары I степени (Куба)
- Медаль «20-я годовщина штурма казарм Монкада» (Куба)
- Орден Красной Звезды (Венгрия, 1955)
- Медаль «25 лет освобождения Румынии» (Румыния, 3.11.1969)